# Baeza
Baeza ist eine Stadt in Andalusien in der Provinz Jaén. Sie liegt etwa 50 km nordöstlich von Jaén.

## Geschichte

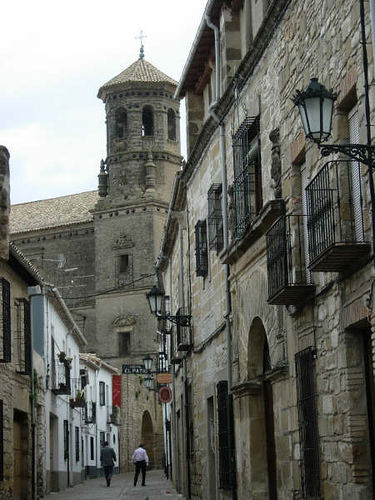
Calle Conde Romanone

Baeza geht zurück auf das antike Beatia (oder Biatia bei Claudius Ptolemäus), eine Stadt der keltiberischen Oretani in der römischen Provinz Hispania Tarraconensis. Beatia war Bischofssitz, auf den das Titularbistum Beatia zurückgeht.
Baeza war nach der Eroberung weiter Teile Spaniens durch die Araber von 712 bis 1068 Teil des Kalifats von Córdoba und gehörte nach dem Zusammenbruch des Kalifats bis zur Eroberung durch die marokkanischen Almoraviden 1091 zum Taifa-Emirat Sevilla. Während der Turbulenzen bei der kastilischen Reconquista gelang es 'Abd Allah al-Bayasi „El Baezano“, sich im Jahre 1224 für kurze Zeit ein unabhängiges Klein-Emirat zu schaffen, das aber schon 1226 von Kastilien erobert wurde. Baeza kam danach noch einmal, von 1232 bis 1244, unter arabische Herrschaft, als es der Taifa-Emir Muhammad I. ibn Nasr seinem Reich einverleibte. Nach dem Ende der Almohaden-Herrschaft in Al-Andalus hatte sich Muhammad 1232 in Arjona zum Sultan ausrufen lassen. Er errang bald auch die Kontrolle über Granada, Almería und Málaga und gründete 1237 das Nasridenreich von Granada. 1244/45 musste er die Lehnshoheit von Kastilien anerkennen, und damit kam auch Baeza endgültig zu Kastilien.

## Sehenswürdigkeiten

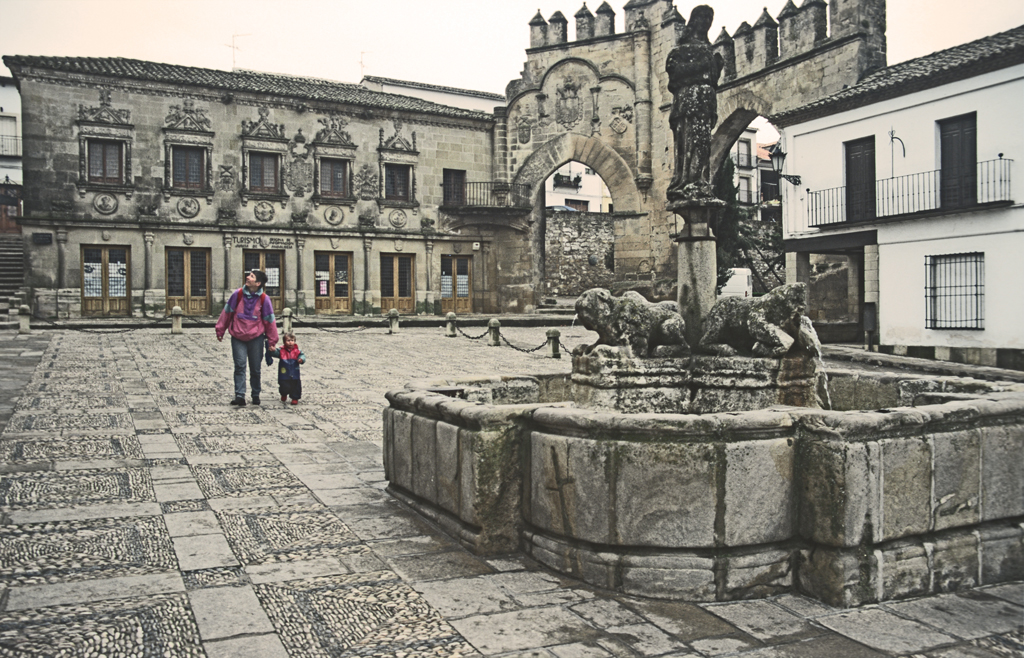
Baeza, Löwenbrunnen

Das geschlossene Altstadtensemble im Stil der Renaissance befindet sich seit dem Jahre 2003 auf der Liste des Weltkulturerbes der UNESCO.

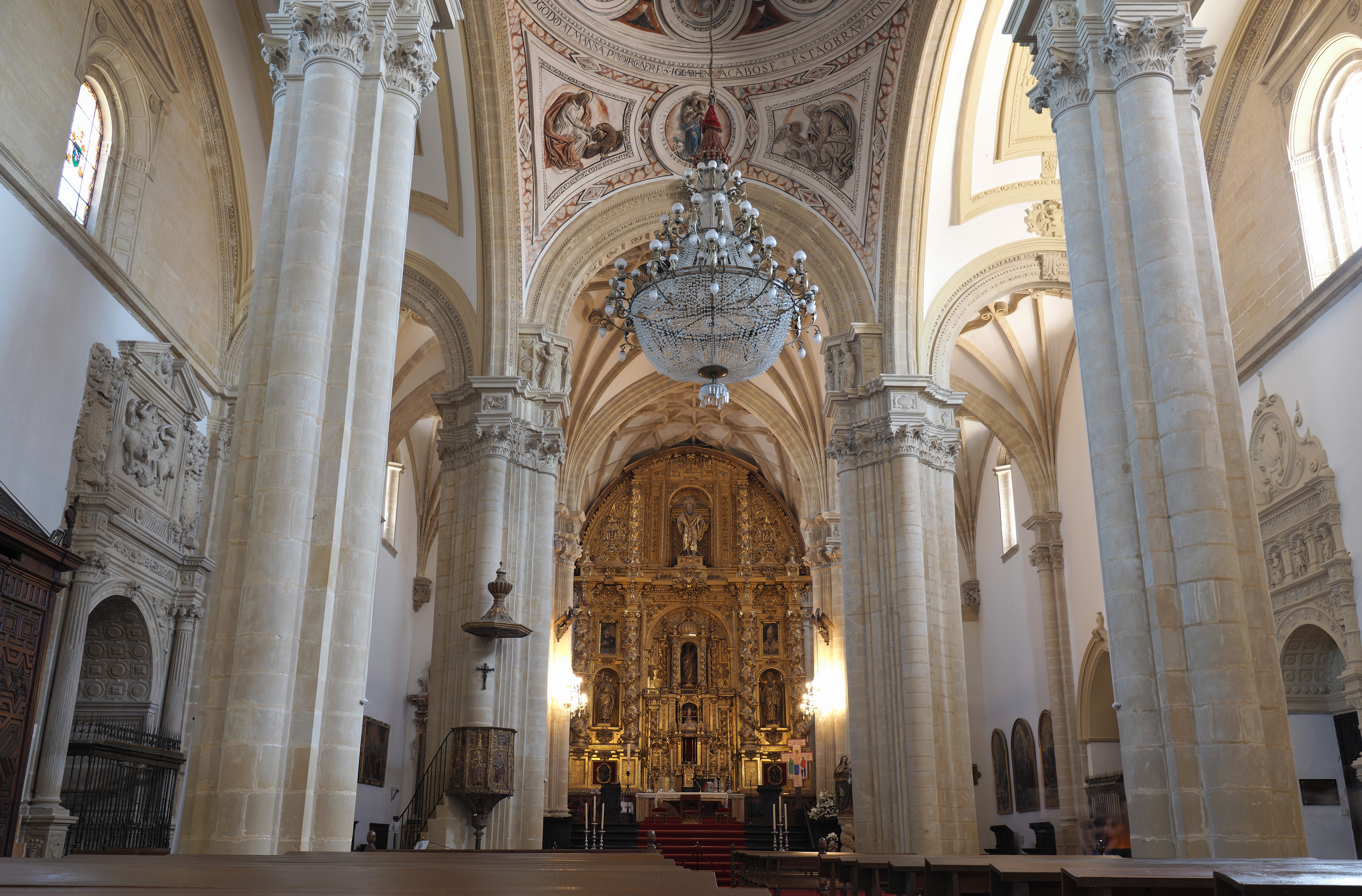
Blick in die Kathedrale

Zu den Sehenswürdigkeiten der Stadt gehören die Kathedrale im Stil der Renaissance und der Palacio del Jabalquinto mit Teilen im Stil der Gotik aus dem 15. Jahrhundert, der Renaissance aus dem 16. Jahrhundert und des Barock aus dem 18. Jahrhundert. Berühmt ist auch die alte Fleischerei (Antigua Carnicería) an der Plaza del Populo, die für einen Handwerksbetrieb recht prächtig gestaltet ist. Hier steht auch der Löwenbrunnen.

## Bildung
Die Guardia Civil unterhält in der Stadt die Polizeiakademie Academia de Guardias y Suboficiales.
In Baeza befindet sich ebenfalls eine der Niederlassungen der im Jahr 1994 gegründeten Universität Universidad Internacional de Andalucía. Sie wurde nach Antonio Machado benannt, der in den Jahren 1912–1919 in der Stadt wohnte.

## Söhne und Töchter der Stadt
- Alfonso Chacón (1530/40–1599), Dominikaner, Kirchenhistoriker und Altertumsforscher